# Raffaello Giovagnoli
Raffaello Giovagnoli, né le 13 mars 1838 à Rome et mort dans la même ville le 15 juillet 1915 est un auteur de romans historiques italien, franc-maçon, député et intellectuel engagé de son époque,,. Il est surtout connu pour son roman Spartacus (Spartaco), paru en 1874 et traduit en de nombreuses langues, qui ouvre un cycle de romans se déroulant sous la Rome antique. 

## Œuvres
Romans réalistes :
- Evelina, 1868;
- Natalina. I drammi del lusso, 1878.
- I racconti del maggiore Sigismondo, 1908.

Romans historiques:
- Spartaco, 1874;
- Opimia, 1875;
- Plautilla, 1878;
- Saturnino, 1879;

Faustina, 1881;
- La guerra sociale. Aquilonia, 1884;
- Messalina, 1885;
- Benedetto IX, 1899;
- Publio Clodio, 1905;

Poésie:
- Peccata juventutis meae, 1883;
- Comédie: «La moglie di Putifarre», 1876.
- Drame historique: «Marocia» (à l'époque de l'Empire byzantin), 1875.